# أصلة سبا
أَصَلَة سِبَا أو أصلة صخور إفريقيا الوسطى (Python sebae) هو نوع من الثعابين الكبيرة العاصرة ينتمي إلى فصيلة الأصليات. هذا النوع موطنه أفريقيا جنوب الصحراء الكبرى. إنه واحد من أنواع الثعابين الحية العشرة التي تنتمي إلى جنس الأصلة.
أكبر ثعبان في أفريقيا وواحدة من 8 أكبر أنواع الثعابين في العالم (جنبًا إلى جنب مع الأناكوندا الخضراء، والأصلة الشبكية، والأصلة البورمية، وأصلة صخور أفريقيا الجنوبية [الإنجليزية]، والأصلة الهندية، والأناكوندا الصفراء [الإنجليزية]، وأصلة الآجام الأسترالية [الإنجليزية])، قد تقترب الثعابين أو تتجاوز 6 أمتار . الأنواع الجنوبية عمومًا أصغر من قريبها الشمالي ولكن بشكل عام، تعتبر أصلة سبا إحدى أطول أنواع الثعابين في العالم.  تم العثور على الثعبان في مجموعة متنوعة من الموائل، من الغابات إلى الصحاري القريبة، على الرغم من أنها عادة ما تكون بالقرب من مصادر المياه. يصبح الثعبان نائمًا خلال موسم الجفاف. تقتل أصلة سبا فريستها عن طريق العصر وغالبًا ما تأكل حيوانات يصل حجمها إلى حجم الظباء، وأحيانًا حتى التماسيح. يتكاثر الثعبان عن طريق وضع البيض. على عكس معظم الثعابين، تحمي الأنثى عشها وأحيانًا تحمي صغارها.
هذا الثعبان يخشى منه على نطاق واسع، على الرغم من أنه غير سام ونادرًا ما يقتل البشر. على الرغم من أن الثعبان ليس مهدد بالانقراض، إلا أنها تواجه تهديدات من تقليل الموائل والصيد. تعتبره بعض الثقافات في أفريقيا جنوب الصحراء الكبرى طعامًا شهيًا، مما قد يشكل تهديدًا لها.